# Vykrádání církevních objektů v Česku
K vykrádání církevních objektů (kostelů, kaplí, hřbitovů apod.) docházelo v dějinách českých zemí vždy, ale v různé míře. V době rozšíření zbožnosti bylo případů méně (středověk, doba barokní), naopak vysoký nárůst nastává v dobách krize, za válečných zmatků, v dobách útoků proti církvi a relativizaci křesťanských principů (osvícenství, 20. století). Od doby nového nástupu kapitalismu po roce 1989 je významným faktorem ve společnosti též povrchní materialistické chápání jakéhokoliv umění jako zboží a peněz. To umožňuje rozsáhlý trh s uměleckými i kultovními předměty (obrazy, sochami, relikviáři, bohoslužebnými nádobami, ale i s kostelním nábytkem atd.) a velkou poptávku po těchto předmětech, které jsou movitým klientům dodávány přes řetězec překupníků, pašeráků a vlastních zlodějů. K velkému boomu vykrádání kostelů v Česku došlo po roce 1989 v souvislosti s otevřením hranic.

## Statistiky
Podle statistik a hrubých odhadů odborníků se z České republiky každoročně vyveze 15–20 tisíc uměleckých předmětů.  Stejné množství předmětů je také každým rokem ukradeno. Nejvíce jich pochází z církevních objektů (80 %), z nichž drtivou většinu tvoří katolické kostely. Česká republika patří k nejvíce napadeným zemím v Evropě. Počet věřících v České republice  je v rámci Evropy procentuálně jeden z nejnižších a v zemi jsou od vzniku republiky v roce 1918 tradičně pěstovány protikatolické nálady.
Velké množství far je bez duchovního správce nebo se v nouzi fary ruší a prodávají. Velmi zajímavé je srovnání z roku 1992, kdy Češi a Slováci žili ještě ve společném státě. Tehdy v oblasti vykrádání církevních objektů náleželo českým zemím plných 85 % případů, pouhých 15 % Slovensku. Stejně tak v porovnání s Rakouskem, Německem a Polskem je situace v Česku vůbec nejhorší. Podle statistik Policejního prezidia ČR vzrostl v porovnání roku 1989 a 1991 počet vloupání do objektů se starožitnými a uměleckými předměty cca o 1 852 % (oproti 51 případům v roce 1989 bylo 996 případů v roce 1991).

## Vyhlídky
Podle zprávy Policie ČR nelze počítat s tím, že v rámci České republiky podstatně klesne počet krádeží starožitných a uměleckých předmětů. Značná část těchto předmětů bude určena pro zahraniční trhy. Jejich návratnost zpět na české území bude minimální. Přibývá kaplí a kostelů, kde už doslova „není co ukrást“. 
V polovině 90. let 20. století byl v řadě kostelů zaveden integrovaný ochranný systém. Ten zahrnuje důkladnou obrazovou i popisnou dokumentaci církevního mobiliáře. Většina církevních objektů byla zabezpečena bezpečnostními systémy a duchovní správci začali vzácné předměty uschovávat do depozitářů. Vykrádání kostelů však nekončí. Podle konzervátora Jiřího Černého současné masové vykrádání kostelů nemá obdoby a je průvodním jevem celkového úpadku kdysi křesťanské Evropy, způsobeného ztrátou víry a převrácením hodnot. Projevuje se to mimo jiné i nízkými tresty pro recidivisty, zaměřující se na svatokrádeže a nelegální obchod s kradenými uměleckými předměty.